# Colpolopha rehni
Colpolopha rehni är en insektsart som beskrevs av Morgan Hebard 1923. Colpolopha rehni ingår i släktet Colpolopha och familjen Romaleidae. Inga underarter finns listade i Catalogue of Life.